# 유영 (북송)
유영(柳永, 987년 무렵∼1053년 무렵)은 북송의 사 작가이다.
변변한 벼슬을 지내지 않아, 생졸년이 정확하지 않다. 대략 987년 출생하여 1053년 전후에 사망한 것으로 추정된다. 본래 이름은 삼변(三變)이었는데 후에 영(永)으로 개명했고, 자(字)는 기경(耆卿)이다. 북송 시기 새롭게 대두한 시민 계층의 정서를 반영한 만사(慢詞)를 창작하여 이후 송사(宋詞) 발전의 기틀을 마련했으며 매우 대중적인 사 작가였다. 민간 문학의 생명력과 활기를 송사에 도입했고, 도시의 풍물을 묘사하거나 나그네의 향수를 토로하는 등 다양한 작품 세계를 보여준다. 작품집으로 《악장집(樂章集)》이 전한다.

## 유영의 사(詞) 세계
유영의 사는 판본에 따라 206수에서 216수의 작품이 전한다.

### 새로운 형식과 기법, 포서(鋪敍)로 쓰인 만사
유영은 만사의 형식을 주로 사용했다. 보다 친근하게 보다 솔직하게 다가서기 위해서는 압축적인 것보다는 호흡이 긴 형식이 적합했기 때문이다. 하지만 만사는 단순히 작품의 길이가 늘어난 것이 아니다. 만사에는 ‘일상의 추구’라 할 수 있는 현실 묘사가 담겨 있다. 모호하고 심각한 관념을 형상화하기 보다는 상세하게 과정을 서술한다. 이를 ‘포서(鋪敍)’의 기법이라 하는데, 유영의 대표작 ＜우림령(雨霖鈴)＞에도 이별의 과정과 그리움이 사실적으로 묘사되어 있다.

### 사랑 앞에 대담한 여성 화자, 연약한 남성 화자
유영의 사에는 일상적인 삶을 그려내면서도 다소 자극적이고 충동적인 감각이 함께 담겨 있다. 단순히 일상의 세계만을 그려냈다면 유영 사의 인기가 그렇게 높지 못했을 것이다. 사랑 앞에 위축되지 않고 대담한 여성을 그리고 있는 ＜국화신(菊花新)＞에서의 화자의 언행을 예로 들 수 있다. 뿐만 아니라 유영의 사에는 사랑 앞에 연약한 남성 화자가 다수 등장한다. 유교적 관념으로는 상상할 수 없는 솔직함에 여러 계층의 공감을 이끌어 낼 수 있었다.

### 당대의 문화를 투명하게 비추는 투사경
대중의 인기를 한 몸에 받았던 유영이었지만, 실제 그는 그의 작품을 제대로 평가받지도 못하고 무시당하기 일쑤였으며 과거에서도 번번이 고배를 마셔야 했다. 그의 작품의 통속적이라는 이유로 관료 사회에서는 그를 받아들이려 하지 않았던 것이다. 하지만 그의 작품으로 그를 이해하는 것은 성급한 판단이다. 유영 사 대부분이 악공(樂工)이나 가기(歌妓)들의 청탁을 받아 창작된 작품이기 때문이다. 당대의 문화를 투명하게 비추는 투사경으로 그의 작품을 읽을 수 있다.